# 河南杜鹃
河南杜鹃（学名：Rhododendron henanense）为杜鹃花科杜鹃花属下的一个种。

## 扩展阅读
- 維基物種上的相關：河南杜鹃